# Tala (underdistrikt i Bangladesh)
Tala är ett underdistrikt i Bangladesh. Det ligger i den sydvästra delen av landet, 160 km sydväst om huvudstaden Dhaka.
Trakten runt Tala består till största delen av jordbruksmark. Runt Tala är det tätbefolkat, med 913 invånare per kvadratkilometer.